# Ocean Avenue (Santa Monica)
Ocean Avenue è una strada di Santa Monica in California che inizia dalla Adelaide Drive a nord di Santa Monica e termina sulla Pico Boulevard.

## Storia
Ocean Avenue è la strada più ad ovest di Santa Monica e per la maggior parte della sua lunghezza scorre parallela al parco denominato Palisades Park che a sua volta si affaccia sulla spiaggia di Santa Monica (Santa Monica State Beach).
Affacciandosi sull'oceano, sulla Ocean Avenue sono presenti sia hotel che appartamenti in genere lussuosi.
La Third Street Promenade è due blocchi ad est, mentre all'intersezione tra la Ocean e la Colorado il porto di Santa Monica (Santa Monica Pier) è una delle attrazioni più conosciute e visitate.
L'intersezione con la California Avenue porta alla Pacific Coast Highway.